# Vadsø
Vadsø (pnlap. Čáhcesuolu, kwen. Vesisaari) – norweskie miasto i gmina leżąca w okręgu Finnmark.
Vadsø jest 76. norweską gminą pod względem powierzchni.

## Historia
W XVI wieku Vadsø składało się z wioski rybackiej i kościoła. Wieś była położona na wyspie Vadsøya, jednak później została przeniesiona na stały ląd. Rybołówstwo sprawiło, że Vadsø stało się głównym ośrodkiem handlowym w regionie. Vadsø uzyskało prawa miejskie w 1833 roku. Do miasta przybyli wtedy mieszkańcy Finlandii i Szwecji.
Podczas niemieckiej okupacji Norwegii w czasie II wojny światowej stacjonujące w Vadsø jednostki niemieckie zostały zbombardowane przez Armię Czerwoną.
W Vadsø zachowały się XIX-wieczne drewniane domy.

### Nazwa
Nazwa miasta pochodzi od nazwy pobliskiej wyspy - Vadsøya. W języku staronordyjskim miasto nazywało się Vantsøy.

## Demografia
Według danych z roku 2005 gminę zamieszkuje 6181 osób. Gęstość zaludnienia wynosi 4,91 os./km². Pod względem zaludnienia Vadsø zajmuje 162. miejsce wśród norweskich gmin.
| ludność stan na 1 stycznia 2005 |         |           |       |
|                                 | kobiety | mężczyźni | razem |
| osób                            | 3138    | 3043      | 6181  |
| %                               | 50,77%  | 49,23%    | 100%  |

| wykształcenie stan na 1 października 2004 |        |         |        |        |
|                                           | podst. | średnie | wyższe | niezn. |
| osób                                      | 961    | 2490    | 1097   | 217    |
| %                                         | 20,17% | 52,26%  | 23,02% | 4,55%  |

## Edukacja
Według danych z 1 października 2004:
- liczba szkół podstawowych (norw. grunnskolar): 4
- liczba uczniów szkół podst.: 981

## Władze gminy
Według danych na rok 2011 administratorem gminy (norw. rådmann) jest Jens Roald Betsi, natomiast burmistrzem (norw. ordfører, d. borgermester) jest Svein Dragnes.

## Galeria

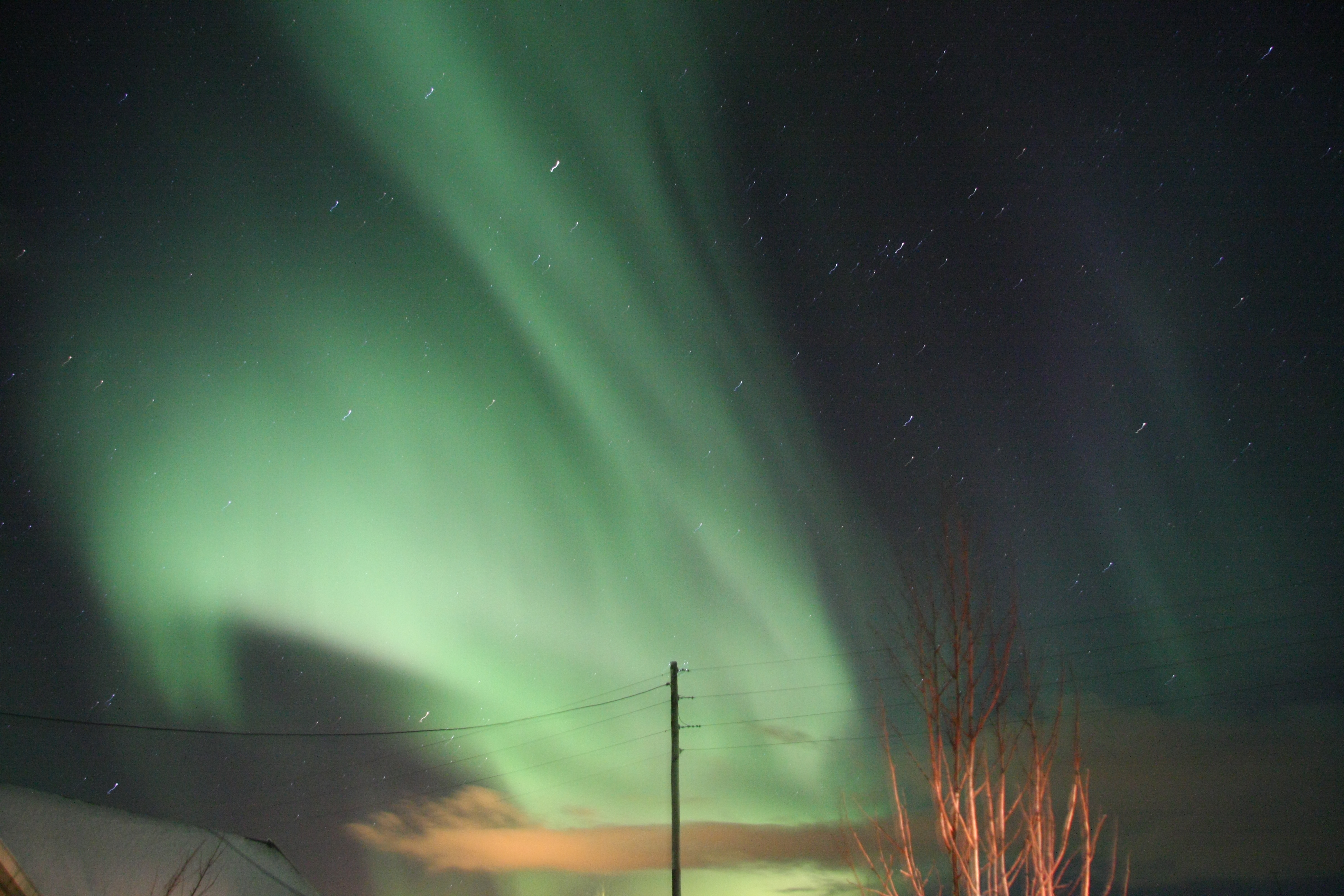
Zorza polarna w okolicach Vadsø.
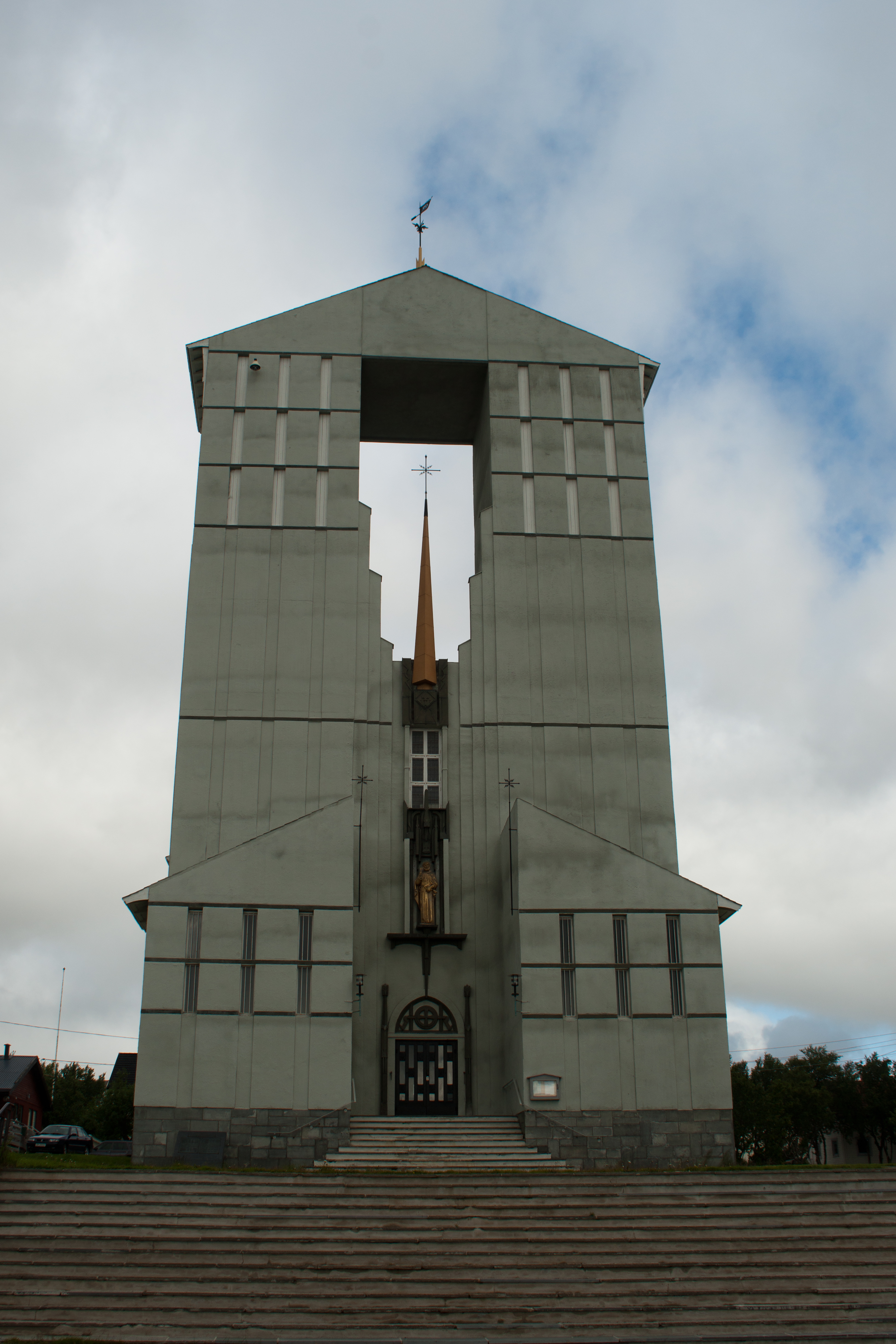
Kościół w Vadsø.
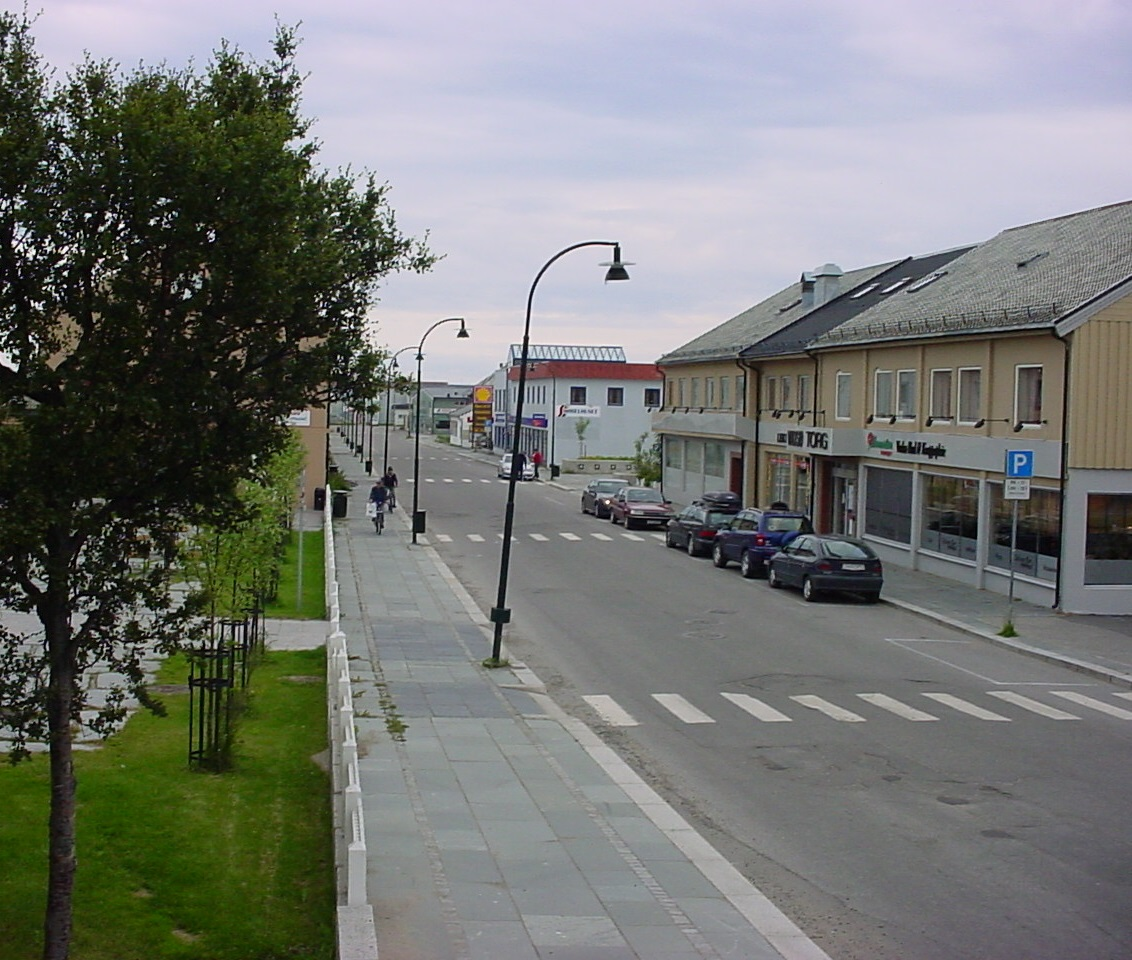
Ulica Tollbugata w Vadsø
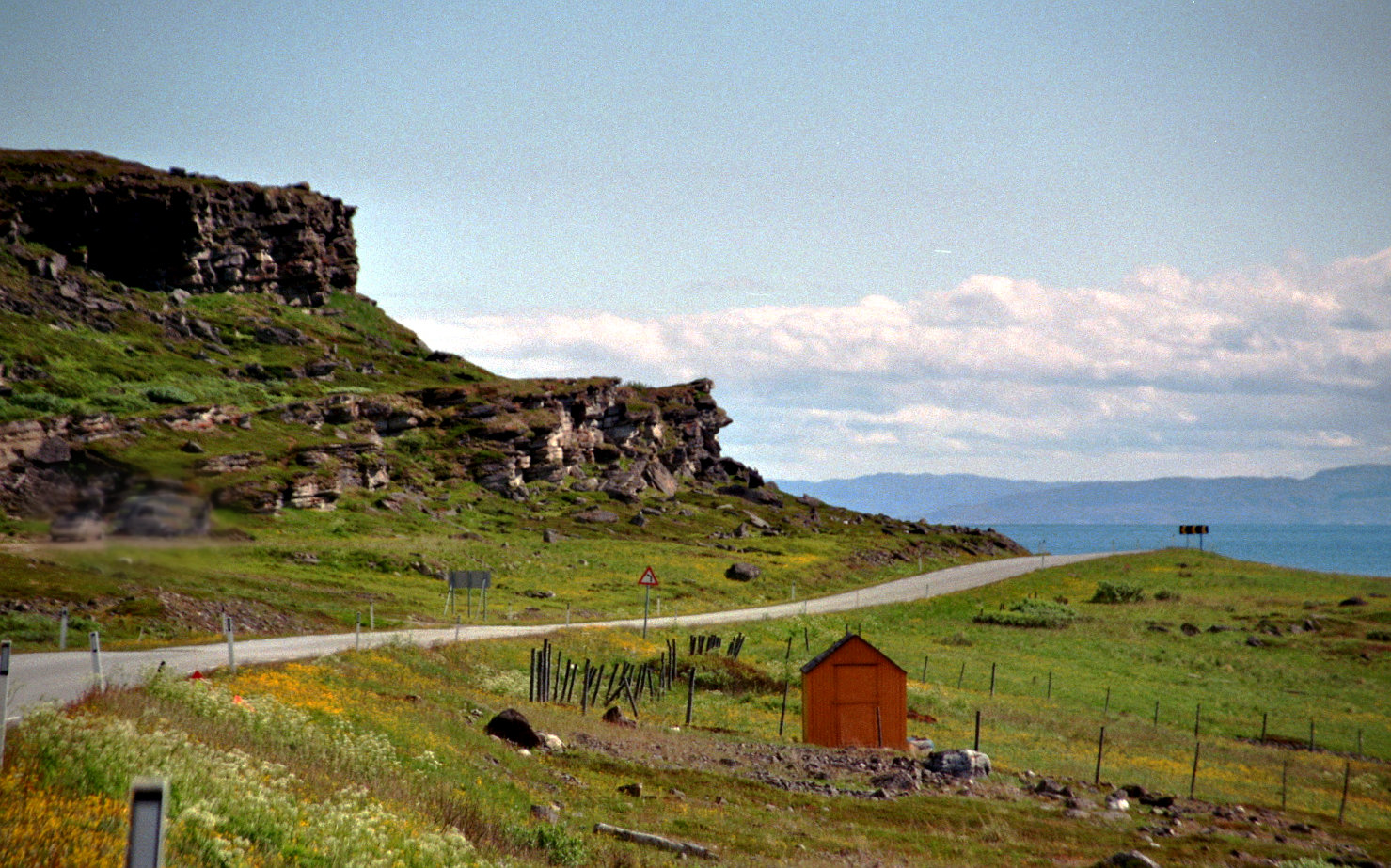
Droga E75 w okolicach Vadsø